# Conférence de Kyoto de 1997 sur les changements climatiques
Pour les articles homonymes, voir COP 3.
La Conférence de Kyoto de 1997 sur les changements climatiques, ou COP3, est la 3e Conférence des parties organisée par  l'Organisation des Nations unies pour le Climat. Elle s'est tenue du 1er décembre 1997 au 10 décembre 1997 à Kyoto au Japon, réunissant les pays signataires de la Convention-cadre des Nations unies sur les changements climatiques (CCNUCC).

## Historique
Afin de garantir un suivi efficace des dispositions de la CCNUCC au niveau international, une conférence des parties (COP) est organisée chaque année, depuis 1995, avec la participation de tous les pays parties à cette Convention.

## Organisation et déroulement

### Présidence
Le Premier ministre du Japon Ryūtarō Hashimoto, est président de la COP. Il ouvre la séance en « invitant les pays développés à se mettre d'accord sur des objectifs de réduction des émissions significatifs, réalistes et équitables qui soient juridiquement contraignants » et « invite également toutes les parties, y compris les pays en développement, à renforcer volontairement leurs mesures contre ce problème ». Il rappelle en particulier la déclaration de Bert Bolin, président émérite du Groupe d'experts intergouvernemental sur l'évolution du climat, qui dit qu’"il sera nécessaire de réduire les émissions mondiales de dioxyde de carbone par habitant à une tonne d'équivalent carbone d'ici 2100 afin de stabiliser les concentrations de dioxyde de carbone dans l'atmosphère à 550 ppm ou moins". Cela signifie que les pays développés devront réduire leurs émissions à un tiers du niveau actuel. ».

### Participants
La liste officielle comprend 1 529 délégués représentant 160 pays et l’Union européenne. La délégation française, emmenée par Dominique Voynet, comprend trente personnes.

## Engagements

### Protocole de Kyoto
Le protocole de Kyoto constitue la déclaration finale de la conférence. Il est signé le 11 décembre 1997 et entre en vigueur le 16 février 2005 « au quatre-vingt dixième jour après la date à laquelle au moins 55 parties à la Convention, incluant les parties « Annexe I » qui comptaient en 1990 un total d'au moins 55 % des émissions de CO2 de ce groupe, avaient déposé leurs instruments de ratification, d’acceptation, d’approbation ou d’accession ».
Ce protocole vise à réduire, entre 2008 et 2012, d'au moins 5 % par rapport au niveau de 1990 les émissions de six gaz à effet de serre : dioxyde de carbone, méthane, protoxyde d'azote et trois substituts des chlorofluorocarbones. Parmi ces pays, le protocole distingue huit groupes différents. L'Europe, de loin la plus vertueuse, devra réduire ses émissions de 8%, les Etats-Unis de 7% et le Japon de 6%.